# Rade Krunić
Rade Krunić (Foča, Región de Foča, República Srpska, Bosnia y Herzegovina, 7 de octubre de 1993) es un futbolista bosnio que juega como centrocampista en el Estrella Roja de Belgrado de la Superliga de Serbia.

## Trayectoria

### Inicios y Donji Srem
Krunić inició su carrera en el club local Sutjeska Foča, al cual se unió en 2003 jugando hasta 2013. El Sutjeska participaba en la Primera Liga de la República Srpska, segunda división del fútbol bosnio y en esta categoría Krunić disputó sus primeras temporadas, marcando también sus primeros goles. El siguiente paso en su carrera fue el club serbio Donji Srem, recién ascendido a la primera división, al que llegó a mediados de la temporada 2012/13.
El 27 de febrero de 2013, debutó en la Superliga de Serbia jugando 82 minutos en el empate sin goles frente al OFK Belgrado, por la jornada 16. Cuatro fechas después, es decir el 30 de marzo, anotó su primer gol con el Donji Srem en la victoria por 3-0 sobre el Javor Ivanjica.
Aunque en la siguiente temporada su equipo se salvó por poco del descenso, Krunić ya se había asentado como titular, jugando 30 encuentros en total y marcando dos goles.

### Hellas Verona y cesiones
Pese al interés de equipos como el Estrella Roja de Belgrado, Gent y Empoli, en agosto de 2014 fue transferido por tres años al Hellas Verona de Italia e inmediatamente fue cedido por todo el invierno a su antiguo club, el Donji Srem. Alineó regularmente en el equipo principal las primeras jornadas de la campaña 2014/15, es decir desde agosto hasta fines de año de 2014. Cuando el Verona empezó a entrenar en enero de 2015 para lo que restaba de la temporada, Krunić no se apareció y el club no supo de su paradero, después de lo cual amenazaron con registrar una queja ante la UEFA y la FIFA. Donji Srem terminó pagando una cuota de compensación por la ausencia de Krunić. Eventualmente, Krunić nunca llegó a debutar con el Hellas Verona.
En enero de 2015, Estrella Roja estuvo cerca de ficharlo, sin embargo la transferencia cayó. Krunić entonces acusó al agente Stevan Stojanović (exarquero del Estrella Roja), quien habría detenido la transferencia por sus propios intereses. A fines del mes finalmente Krunić se convirtió en nuevo jugador del Borac Čačak, también de la primera división serbia y recién ascendido.
Debutó para el Borac el 21 de febrero precisamente ante su exequipo, el Donji Srem, jugando de titular y siendo partícipe de la victoria de visita por 1-0; y el 9 de abril anotó su primer tanto con el club en la derrota por 3-1 ante el Estrella Roja.

### Empoli
El 30 de junio de 2015 Krunić firmó por tres años con el Empoli de la primera división de Italia, hecho al que Krunić se refirió como "un sueño hecho realidad". Debutó oficialmente el 15 de agosto de 2015 por la tercera ronda de la Copa Italia, ingresando al minuto 84 en lugar de Daniele Croce, sin embargo no pudo evitar la derrota por 1-0 y consecuente eliminación de su equipo ante el Vicenza. En su primera temporada disputó solamente 15 encuentros, sin embargo anotaría su primer gol con el Empoli el 24 de octubre, en la victoria por 2-0 sobre el Genoa, por la Serie A.
En la temporada 2016/17, Krunić vio más minutos con el Empoli y a partir de la mitad de campeonato se volvió titular indiscutible en el mediocampo. Pese a convertir 2 goles en 33 encuentros oficiales, Empoli quedó en el puesto 18 y descendió a segunda división.
En octubre de 2017, Krunić prolongó su contrato hasta junio de 2021. Renovado, en la temporada 2017/18, Krunić fue fundamental en el regreso a la máxima división del fútbol italiano, tras coronarse campeones de la Serie B el 28 de abril de 2018. Krunić además fue incluido en el equipo ideal de la temporada, con un total de 5 goles y 10 asistencias en 36 encuentros.
En el primer partido de regreso a la Serie A, Krunić abrió el marcador en la victoria sobre Cagliari por 2-0. Pese a que logró su mejor marca en Empoli anotando 5 goles y dando 6 asistencias en 34 encuentros, no pudo evitar el descenso nuevamente, el cual se dio en la última fecha del campeonato.

### A. C. Milan
El 8 de julio de 2019 el A. C. Milan hizo oficial su fichaje hasta 2024, debutando con el equipo el 29 de septiembre de ese año en la derrota por 3-1 ante la ACF Fiorentina en liga, tras sustituir en el entretiempo a Franck Kessié.[cita requerida]
En enero de 2024 fue prestado al Fenerbahçe S. K. hasta el final de la temporada. El acuerdo incluía una opción de compra obligatoria en caso de cumplirse determinadas condiciones. Estas se cumplieron, aunque el siguiente mes de septiembre se marchó del conjunto turco tras fichar por el Estrella Roja de Belgrado.

## Selección nacional
Krunić forma parte de la selección de fútbol de Bosnia y Herzegovina, con la cual ha disputado 34 encuentros y ha anotado cuatro goles. El 3 de noviembre de 2015 recibió su primer llamado a la selección mayor entonces dirigida por Mehmed Baždarević para los partidos de clasificación a la Eurocopa 2016 ante Irlanda. El 3 de junio de 2016 debutó en un amistoso de la Copa Kirin contra Dinamarca, que terminaron ganando por penales. El 23 de marzo de 2019 anotó su primer gol con la selección absolutar al marcar de cabeza en la victoria por 2-1 ante Armenia por la clasificación para la Eurocopa 2020.
Antes de formar parte de la selección absoluta, Krunić ya había integrado la categoría sub-21.

## Estadísticas

### Clubes
Actualizado el 6 de agosto de 2025.
| F. K. Donji Srem Serbia | 1.ª           | 2012-13       | 13  | 2  | 0  | 0 | —  | — | 13  | 2  |
| F. K. Donji Srem Serbia | 1.ª           | 2013-14       | 27  | 2  | 3  | 0 | —  | — | 30  | 2  |
| F. K. Donji Srem Serbia | 1.ª           | 2014-15       | 11  | 1  | 1  | 0 | —  | — | 12  | 1  |
| F. K. Donji Srem Serbia | Total club    | Total club    | 51  | 5  | 4  | 0 | 0  | 0 | 55  | 5  |
| F. K. Borac Čačak Serbia | 1.ª           | 2014-15       | 13  | 2  | 0  | 0 | —  | — | 13  | 2  |
| F. K. Borac Čačak Serbia | Total club    | Total club    | 13  | 2  | 0  | 0 | 0  | 0 | 13  | 2  |
| Empoli F. C. · Italia | 1.ª           | 2015-16       | 15  | 1  | 1  | 0 | —  | — | 16  | 1  |
| Empoli F. C. · Italia | 1.ª           | 2016-17       | 32  | 2  | 1  | 0 | —  | — | 33  | 2  |
| Empoli F. C. · Italia | 2.ª           | 2017-18       | 36  | 4  | 0  | 0 | —  | — | 36  | 4  |
| Empoli F. C. · Italia | 1.ª           | 2018-19       | 33  | 5  | 1  | 0 | —  | — | 34  | 5  |
| Empoli F. C. · Italia | Total club    | Total club    | 116 | 12 | 3  | 0 | 0  | 0 | 119 | 12 |
| A. C. Milan · Italia | 1.ª           | 2019-20       | 15  | 0  | 3  | 0 | —  | — | 18  | 0  |
| A. C. Milan · Italia | 1.ª           | 2020-21       | 25  | 1  | 1  | 0 | 12 | 1 | 28  | 2  |
| A. C. Milan · Italia | 1.ª           | 2021-22       | 28  | 0  | 3  | 0 | 4  | 0 | 35  | 0  |
| A. C. Milan · Italia | 1.ª           | 2022-23       | 23  | 0  | 0  | 0 | 11 | 1 | 34  | 1  |
| A. C. Milan · Italia | 1.ª           | 2023-24       | 10  | 0  | 0  | 0 | 4  | 0 | 14  | 0  |
| A. C. Milan · Italia | Total club    | Total club    | 101 | 1  | 7  | 0 | 31 | 2 | 139 | 3  |
| Fenerbahçe S. K. Turquía | 1.ª           | 2023-24       | 12  | 0  | 3  | 0 | 3  | 0 | 18  | 0  |
| Fenerbahçe S. K. Turquía | 1.ª           | 2024-25       | 1   | 0  | —  | — | 3  | 0 | 4   | 0  |
| Fenerbahçe S. K. Turquía | Total club    | Total club    | 13  | 0  | 3  | 0 | 6  | 0 | 22  | 0  |
| Estrella Roja de Belgrado Serbia | 1.ª           | 2024-25       | 23  | 3  | 3  | 0 | 8  | 1 | 34  | 4  |
| Estrella Roja de Belgrado Serbia | 1.ª           | 2025-26       | 2   | 2  | 0  | 0 | 3  | 2 | 5   | 4  |
| Estrella Roja de Belgrado Serbia | Total club    | Total club    | 25  | 5  | 3  | 0 | 11 | 3 | 39  | 8  |
| Total carrera | Total carrera | Total carrera | 319 | 25 | 20 | 0 | 48 | 5 | 387 | 30 |
| (1)No se tienen datos sobre su participación con el Sutjeska Foča. (2)Incluye datos de la Copa de Serbia (2013/14 y 2014/15) y de la Copa Italia (2015/16, 2016/17, 2018/19 y 2019/20). (3)Incluye datos de la Liga de Campeones de la UEFA y Liga Europa de la UEFA. |               |               |     |    |    |   |    |   |     |    |

### Selección nacional
| \| PJ \| Fecha \| Ciudad \| Local \| Resultado \| Visitante \| Competición \| Goles \| Asist. \| \| ----- \| ---------- \| -------------------------- \| -------------------- \| --------- \| -------------------- \| ------------------------------ \| ----- \| ------ \| \| 1. \| 03-06-2016 \| Texas \| Dinamarca \| 2–2 \| Bosnia y Herzegovina \| Amistoso \| 0 \| 0 \| \| 2. \| 28-03-2017 \| Elbasan \| Albania \| 1–2 \| Bosnia y Herzegovina \| Amistoso \| 0 \| 1 \| \| 3. \| 10-10-2017 \| Tallin \| Estonia \| 1–2 \| Bosnia y Herzegovina \| Clasif. Copa Mundial 2018 \| 0 \| 0 \| \| 4. \| 08-09-2018 \| Belfast \| Irlanda del Norte \| 1–0 \| Austria \| Liga B de las Naciones 2018-19 \| 0 \| 0 \| \| 5. \| 11-09-2018 \| Zenica \| Bosnia y Herzegovina \| 1–0 \| Austria \| Liga B de las Naciones 2018-19 \| 0 \| 0 \| \| 6. \| 11-10-2018 \| Rize \| Turquía \| 0–0 \| Bosnia y Herzegovina \| Amistoso \| 0 \| 0 \| \| 7. \| 15-11-2018 \| Viena \| Austria \| 0–0 \| Bosnia y Herzegovina \| Liga B de las Naciones 2018-19 \| 0 \| 0 \| \| 8. \| 18-11-2018 \| Las Palmas de Gran Canaria \| España \| 1–0 \| Bosnia y Herzegovina \| Amistoso \| 0 \| 0 \| \| 9. \| 23-03-2019 \| Sarajevo \| Bosnia y Herzegovina \| 2–1 \| Armenia \| Clasif. Eurocopa 2020 \| 1 \| 0 \| \| 10. \| 26-03-2019 \| Zenica \| Bosnia y Herzegovina \| 2–2 \| Grecia \| Clasif. Eurocopa 2020 \| 0 \| 0 \| \| 11. \| 05-09-2019 \| Zenica \| Bosnia y Herzegovina \| 5–0 \| Liechtenstein \| Clasif. Eurocopa 2020 \| 0 \| 0 \| \| 12. \| 12-10-2019 \| Zenica \| Bosnia y Herzegovina \| 4–1 \| Finlandia \| Clasif. Eurocopa 2020 \| 0 \| 0 \| \| 13. \| 15-11-2019 \| Zenica \| Bosnia y Herzegovina \| 0–3 \| Italia \| Clasif. Eurocopa 2020 \| 0 \| 0 \| \| Total \| \| Presencias \| 13 \| \| \| Goles y asistencias \| 1 \| 1 \| |            |                            |                      |           |                      |                                |       |        |
| PJ | Fecha      | Ciudad                     | Local                | Resultado | Visitante            | Competición                    | Goles | Asist. |
| 1. | 03-06-2016 | Texas                      | Dinamarca            | 2–2       | Bosnia y Herzegovina | Amistoso                       | 0     | 0      |
| 2. | 28-03-2017 | Elbasan                    | Albania              | 1–2       | Bosnia y Herzegovina | Amistoso                       | 0     | 1      |
| 3. | 10-10-2017 | Tallin                     | Estonia              | 1–2       | Bosnia y Herzegovina | Clasif. Copa Mundial 2018      | 0     | 0      |
| 4. | 08-09-2018 | Belfast                    | Irlanda del Norte    | 1–0       | Austria              | Liga B de las Naciones 2018-19 | 0     | 0      |
| 5. | 11-09-2018 | Zenica                     | Bosnia y Herzegovina | 1–0       | Austria              | Liga B de las Naciones 2018-19 | 0     | 0      |
| 6. | 11-10-2018 | Rize                       | Turquía              | 0–0       | Bosnia y Herzegovina | Amistoso                       | 0     | 0      |
| 7. | 15-11-2018 | Viena                      | Austria              | 0–0       | Bosnia y Herzegovina | Liga B de las Naciones 2018-19 | 0     | 0      |
| 8. | 18-11-2018 | Las Palmas de Gran Canaria | España               | 1–0       | Bosnia y Herzegovina | Amistoso                       | 0     | 0      |
| 9. | 23-03-2019 | Sarajevo                   | Bosnia y Herzegovina | 2–1       | Armenia              | Clasif. Eurocopa 2020          | 1     | 0      |
| 10. | 26-03-2019 | Zenica                     | Bosnia y Herzegovina | 2–2       | Grecia               | Clasif. Eurocopa 2020          | 0     | 0      |
| 11. | 05-09-2019 | Zenica                     | Bosnia y Herzegovina | 5–0       | Liechtenstein        | Clasif. Eurocopa 2020          | 0     | 0      |
| 12. | 12-10-2019 | Zenica                     | Bosnia y Herzegovina | 4–1       | Finlandia            | Clasif. Eurocopa 2020          | 0     | 0      |
| 13. | 15-11-2019 | Zenica                     | Bosnia y Herzegovina | 0–3       | Italia               | Clasif. Eurocopa 2020          | 0     | 0      |
| Total |            | Presencias                 | 13                   |           |                      | Goles y asistencias            | 1     | 1      |

## Palmarés

### Títulos nacionales
| Título              | Club                      | País   | Año  |
| ------------------- | ------------------------- | ------ | ---- |
| Serie B             | Empoli F. C.              | Italia | 2018 |
| Serie A             | A. C. Milan               | Italia | 2022 |
| Superliga de Serbia | Estrella Roja de Belgrado | Serbia | 2025 |
| Copa de Serbia      | Estrella Roja de Belgrado | Serbia | 2025 |

### Distinciones individuales
| Distinción                                | Año     |
| ----------------------------------------- | ------- |
| Incluido en el equipo ideal de la Serie B | 2017-18 |